# Bizonfy Ferenc
Bizonfy Ferenc (1828. március 12. – Kismarton, 1912 augusztus?) orvos, szakíró.

## Élete
Gimnáziumi tanulmányait Magyaróvárott és Sopronban végezte; a szabadságharc alatt honvédtiszt volt. A szabadságharc után külföldre menekült, és 1851-ben Londonban a fiatalabb menekült honvédtisztek részére nyitott hadiiskolában Rónay püspök és Thaly ezredes mellett tanárkodott. Ezen tanintézet néhány hó múlva bezáratván, tanulmányait a lipcsei, berlini, heidelbergi és zürichi egyetemeken folytatta. Hat év múlva elvégezvén orvosi és jogi tanulmányait, ismét visszatért Angliába, ahol orvosi oklevelet nyert, és 1868-ban hazájába, melyet ismét elhagyott, és Düsseldorfban telepedett le, ahol egy ideig lapot szerkesztett. Végül az 1870-es évek végén visszaköltözött hazájába, és Kismartonban visszavonultan élt.
Cikkei nagyobbrészt a külföldi lapokban jelentek meg; nevezetesen művelődéstörténe|i vezércikkeket írt az angol Starba, ennek szerkesztője volt Lucas haláláig; ugyanilyeneket közölt tőle a Times is; a Pester Lloydba Rothfeld szerkesztése idején dolgozott.

## Munkái
- Bizonfys Apercus und Reflexionen. Pest, 1871.
- Angol–magyar szótár. Bpest, 1878. (2. bőv. kiadás. Uo. 1886. Online)
- Magyar–angol szótár. Bpest, 1881. (2. bőv. kiadás. Uo. 1886. Online)
- Angol és magyar beszélgetések. Uo. 1885.